# Flusskrebse

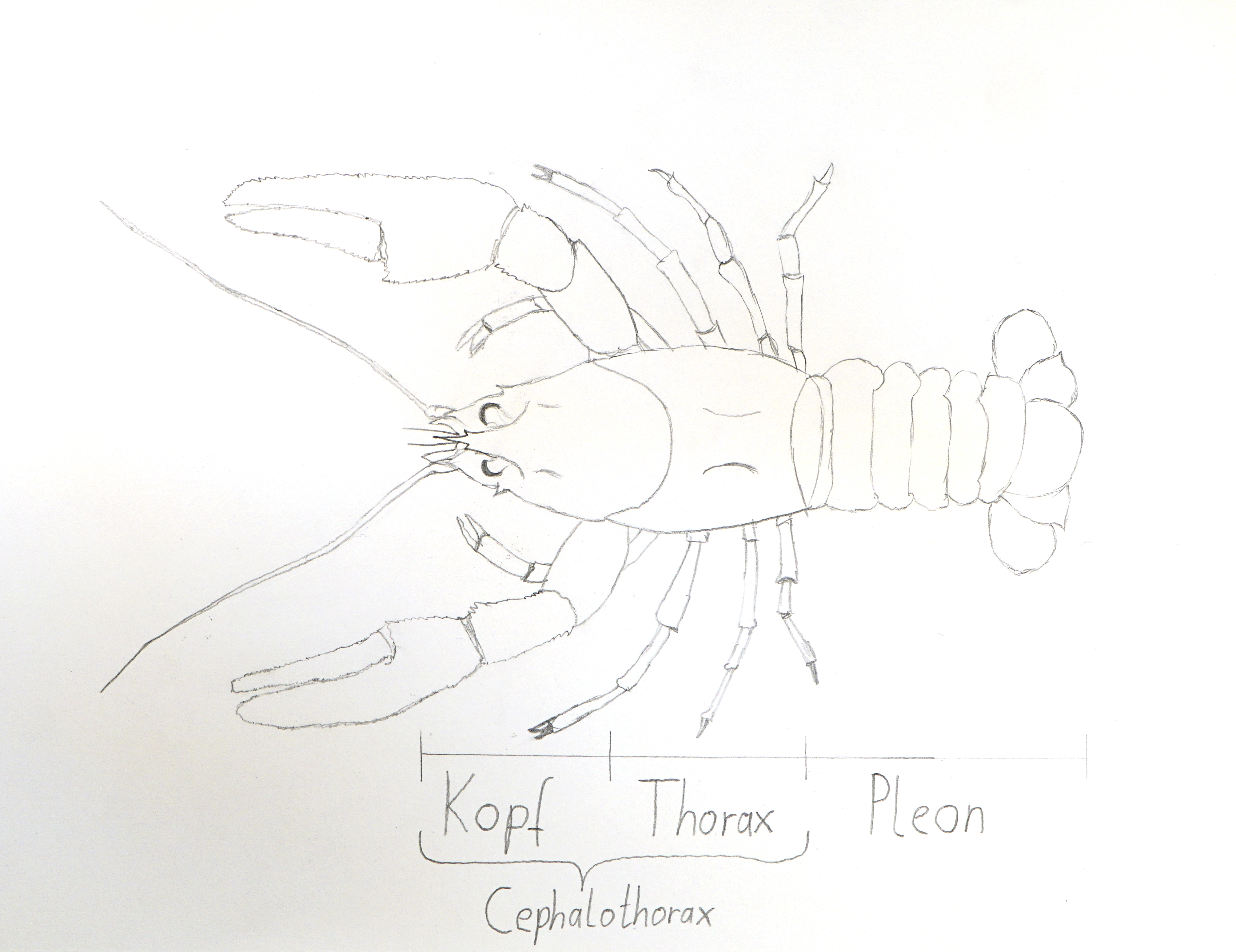
Grobe Körpergliederung der Flusskrebse in Cephalothorax (Kopf-Rumpfbereich) und Pleon

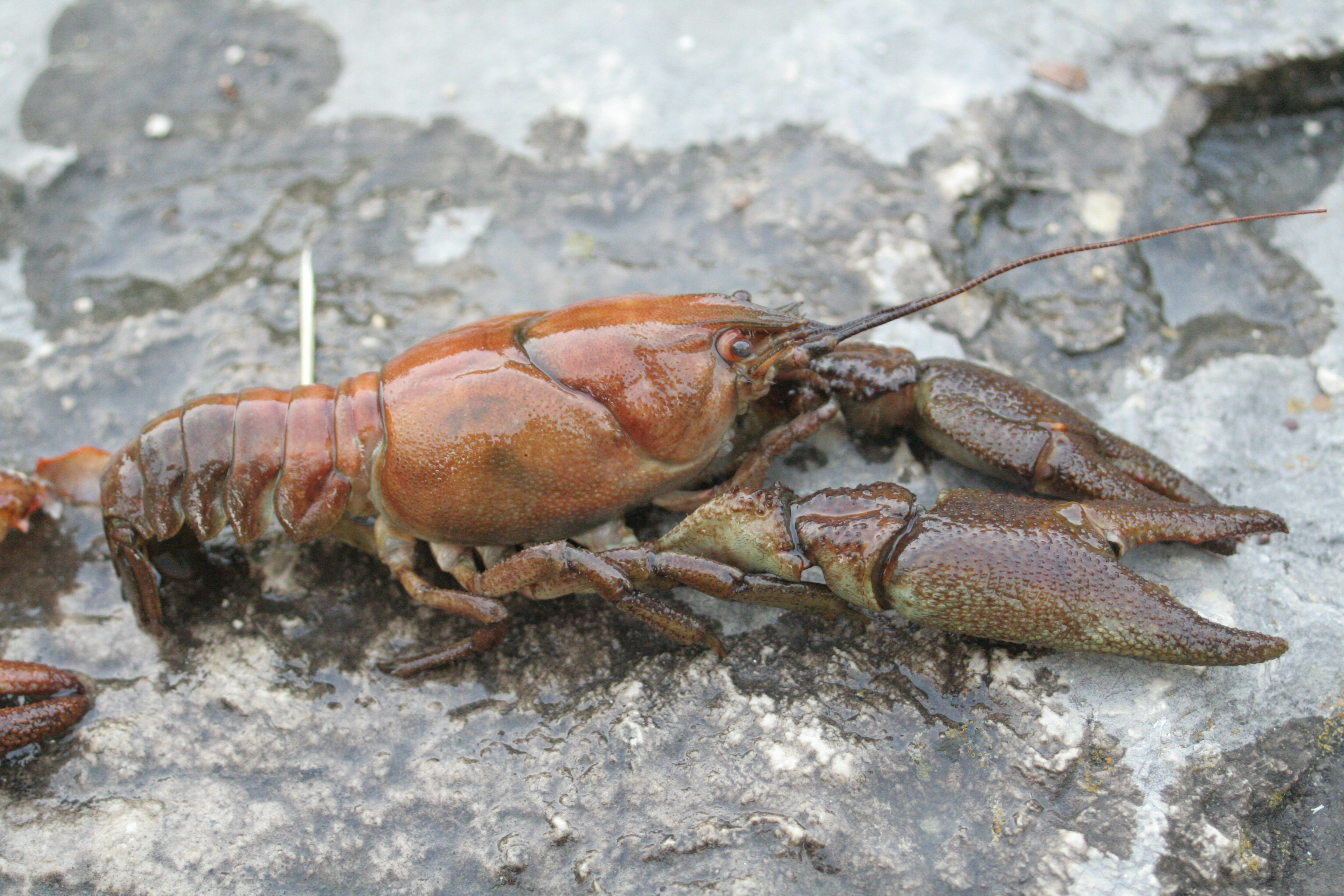
Dohlenkrebs (Austropotamobius pallipes)

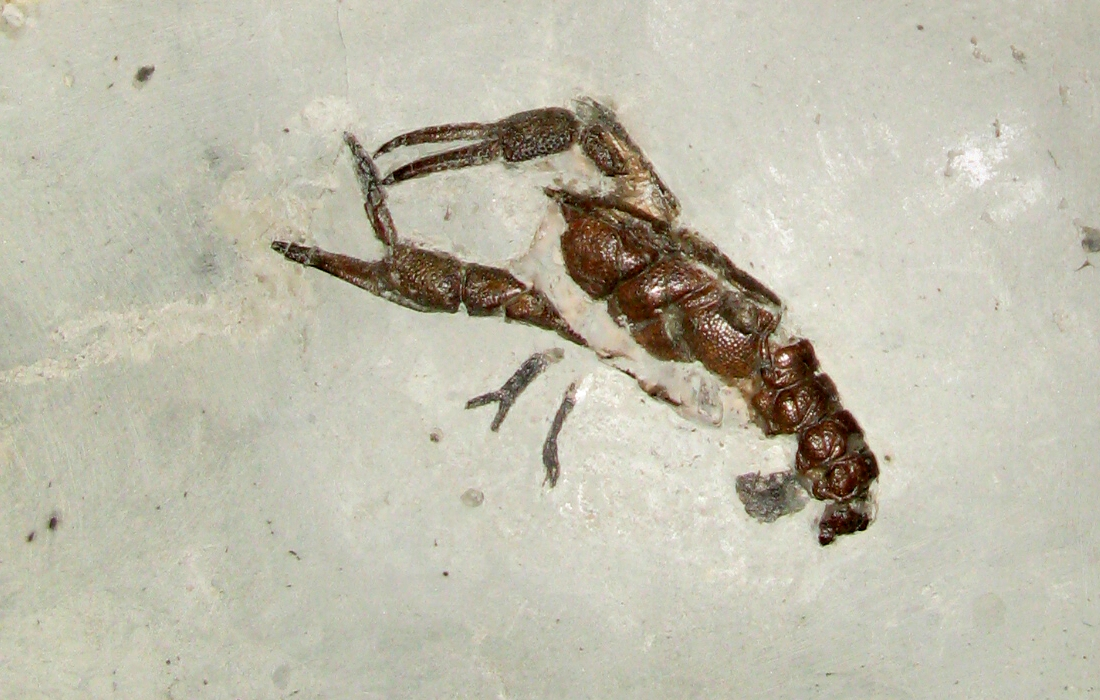
Eryma mandelslohi, Oberer Brauner Jura

Die Überfamilie der Flusskrebse ist ein Taxon der Höheren Krebse (Malacostraca). Zu dieser Familie gehört unter anderem der Edelkrebs, der auch als europäischer Flusskrebs bekannt ist.
Alle Arten, die zu dieser Überfamilie gezählt werden, zeichnen sich durch eine ähnliche Gliederung des Körpers in Kopf-Brust-Bereich (Cephalothorax) und gegliederten Hinterleib (Pleon) aus. Beide sind von einem dicken Panzer (Carapax) bedeckt. Am Vorderkörper sitzen fünf Beinpaare, deren vorderes zu großen Scheren umgebildet ist. Die restlichen dienen als Laufbeine, an denen außerdem Kiemen hängen, mit denen der Flusskrebs atmet.

## Lebensweise
Flusskrebse sind dämmerungs- und nachtaktiv. Die meisten Arten sind Einzelgänger. Da sie sensibel auf Verunreinigungen ihres Lebensraums reagieren, sind Flusskrebse innerhalb gewisser Grenzen ein Indikator für die biologische Wasserqualität eines Standortes.

## Ernährung
Flusskrebse packen Beutetiere mit ihren großen Scheren. Die kleineren Scheren des zweiten und dritten Laufbeinpaares zerteilen die Beute und führen sie zum Mund.

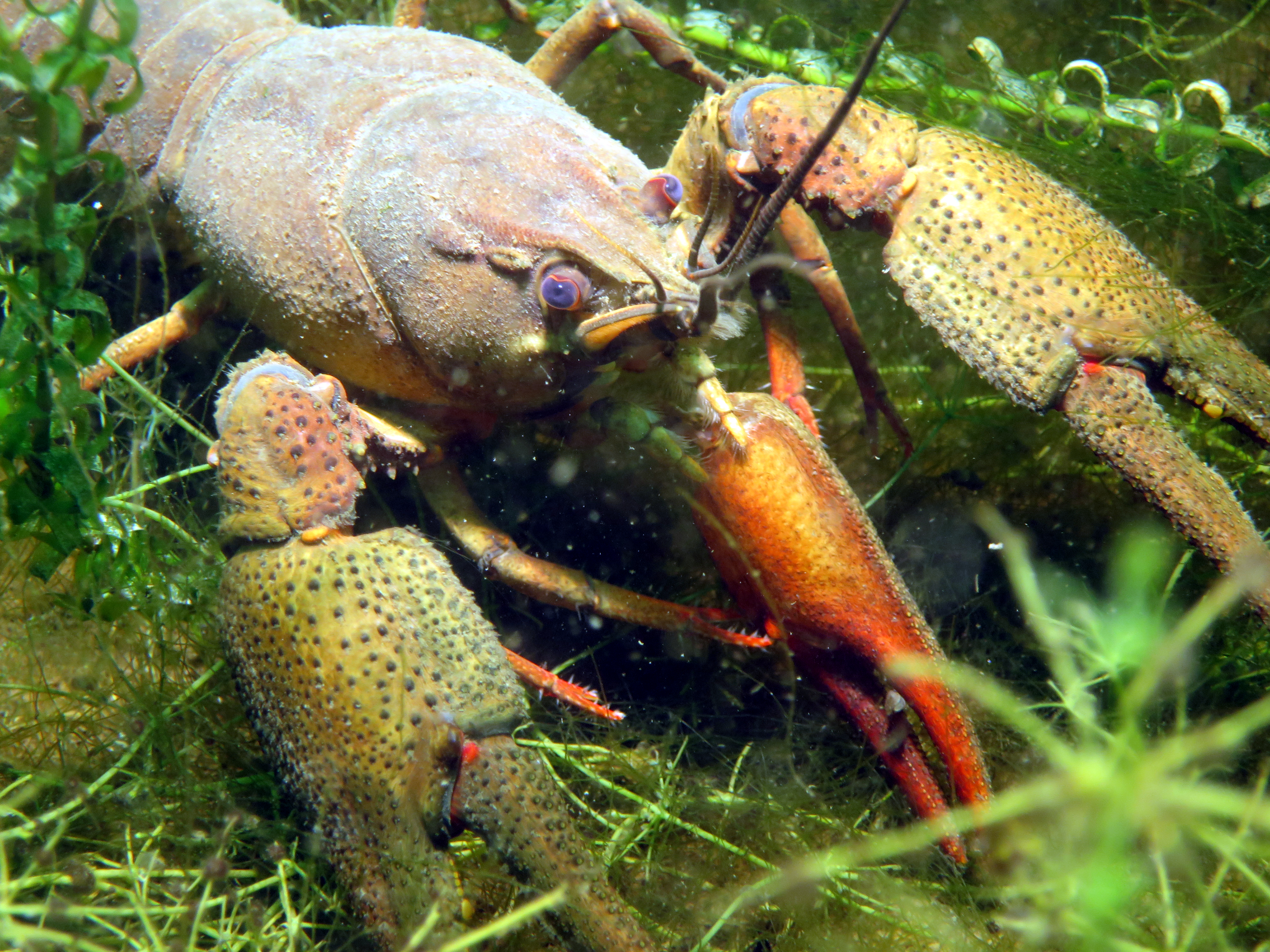
Kleine Scheren an vorderen Beinpaaren zum Festhalten

Flusskrebse sind Allesfresser: Sie fangen Wasserinsekten, Würmer, Molche, Muscheln und Fische, sofern sie zu erbeuten sind. Leichter als gesunde Tiere sind etwa kranke Fische und Aas zu bekommen, die deshalb häufiger auf dem Speiseplan der Flusskrebse stehen. Flusskrebse scheuen auch nicht davor zurück, durch Häutung vorübergehend schutzlos gewordene Artgenossen zu verspeisen.
Aber auch Wasserpflanzen, Herbstlaub, Algen und modriges Holz verspeisen sie gerne.

## Systematik
Die Flusskrebse insgesamt werden in vier Familien aufgeteilt: die Arten der nördlichen Hemisphäre in die Familien Astacidae, Cambaridae und Cambaroididae und die der südlichen Hemisphäre in die Familie Parastacidae.
Astacidae kommen in Europa, Kanada und den USA vor. Cambaridae leben in Nordamerika, eingeschleppt auch in Europa. Cambaroididae kommen im nördlichen Ostasien vor. Parastacidae sind in Australien, Neuseeland, Neuguinea, Madagaskar und Südamerika verbreitet.
Die im Süßwasser lebenden Großkrebse der Astacidea bilden eine monophyletische Gruppe; dies deutet darauf hin, dass der Übergang ins Süßwasser nur einmal erfolgt ist. Die südliche Gruppe der Parastacidae wurde nach dem Zerfall des Superkontinents Pangäa von den nördlichen Gruppen getrennt. Die Parastacidae werden daher in eine eigene Überfamilie der Parastacoidea gestellt. Astacidae, Cambaridae und Cambaroididae bilden dann die Überfamilie Astacoidea.
Problematisch und rätselhaft war lange Zeit die Stellung der ostasiatischen Gattung Cambaroides. Diese wurde, in verschiedenen Untersuchungen, als nächstverwandt entweder zu den Cambaridae oder zu den Astacidae, und dann in eine dieser Familien mit einbezogen, gestellt, oder sie war Schwestergruppe zu beiden zusammen. Nach neueren genetischen Untersuchungen ist sie vermutlich die Schwestergruppe der Astacidae. Aufgrund dieser problematischen Historie wird sie nun, als einzige Gattung, in eine eigene Familie Cambaroididae gestellt.
In der folgenden Aufstellung sind die Familien mit einigen beispielhaft aufgeführten Arten aufgelistet:
- Familie Astacidae
  - Edelkrebs (Astacus astacus Linnaeus, 1758)
  - Galizischer Sumpfkrebs (Pontastacus leptodactylus (Eschscholtz, 1823))
  - Dohlenkrebs (Austropotamobius pallipes (Lereboullet, 1858))
  - Steinkrebs (Austropotamobius torrentium (Schrank, 1803))
  - Signalkrebs (Pacifastacus leniusculus (Dana, 1852))
- Familie Cambaridae
  - Gestreifter Zwergflusskrebs (Cambarellus patzcuarensis Villalobos, 1943)
  - Kamberkrebs (Faxonius limosus (Rafinesque, 1817))
  - Kalikokrebs (Faxonius immunis (Hagen, 1870))
  - Roter Amerikanischer Sumpfkrebs (Procambarus clarkii (Girard, 1852))
  - Marmorkrebs Procambarus
  - Blauer Floridakrebs (Procambarus alleni (Faxon, 1884))
- Familie Cambaroididae

Fossil ist zudem die Familie der Cricoidoscelosidae bekannt. Einzige Art ist Cricoidoscelosus aethus Taylor, Schram & Shen 1999. Diese wurde in der chinesischen Jehol-Gruppe gefunden, die entweder ins obere Jura oder in die Kreidezeit gestellt wird.